# ديفون هاريس
ديفون هاريس (بالإنجليزية: Devon Harris)‏ هو متحدث تحفيزي جامايكي، ولد في 25 ديسمبر 1964 في كينغستون في جامايكا.

## وصلات خارجية
- ديفون هاريس على موقع أوليمبيديا (الإنجليزية)